# Réserve naturelle de Crimée
La réserve naturelle de Crimée (en ukrainien : Кримський природний заповідник ; en russe : Крымский природный заповедник) est une réserve naturelle protégée qui couvre une partie des Monts de Crimée, sur la côte sud de la péninsule de Crimée, en Russie. C'était avant 2014 la plus grande et la plus ancienne réserve naturelle d'Ukraine. La réserve protège les plantes et les animaux des forêts de montagne et des steppes des prés, avec une grande biodiversité. Elle est située juste au nord de la ville de Massandra. 
C'est un site classé Registre national des monuments immeubles d'Ukraine.

## Topographie
La réserve se trouve sur la crête principale des monts de Crimée le long de la partie sud de la péninsule de Crimée. La plus haute montagne de Crimée se trouve dans la réserve - le Roman-Kosh avec 1 545 mètres . Les pentes nord des montagnes sont longues et douces, les pentes sud descendent abruptement vers la mer. Les crêtes supérieures sont souvent des plateaux herbeux plats. La géologie de la montagne est un mélange de schistes, grès, calcaires et conglomérats, d'époques différentes du Jurassique. La variété des roches s'est érodée pour former une diversité de sols aux altitudes inférieures, soutenant la steppe de montagne et la steppe de prairie. Les eaux d'amont de la rivière Alma sont dans la réserve. 

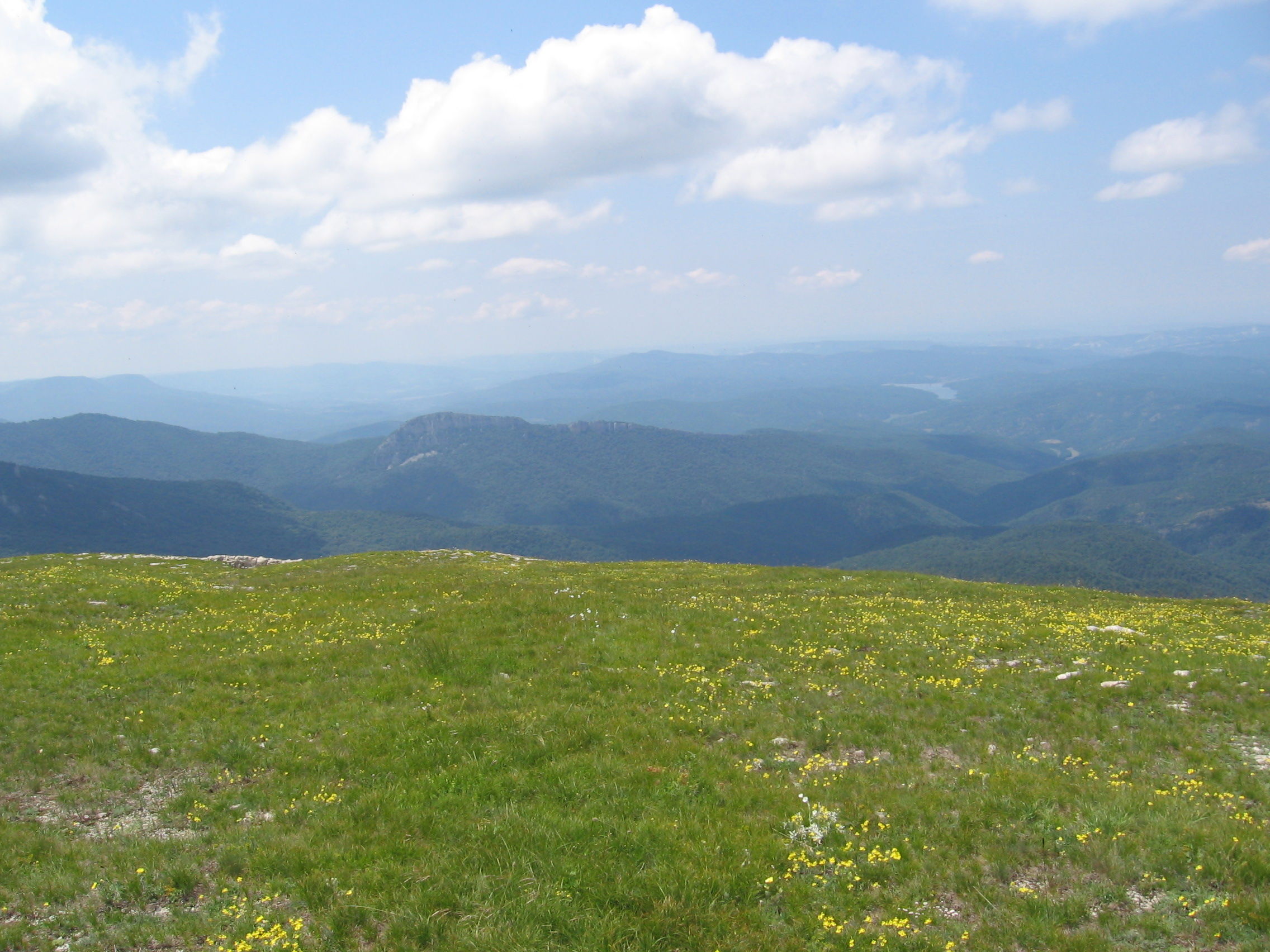
Vue depuis la montagne Roman-Kosh, dans la réserve de Crimée

La réserve se trouve à l'extrême ouest de l'écorégion des forêts subméditerranéennes de Crimée, une petite bande de territoire qui s'étend du sud de la péninsule de Crimée au nord des montagnes du Caucase. 

## Faune et flore
La réserve abrite des communautés florales de steppe de montagne et de steppe forestière. Plus de 29 000 hectares sont boisés, dont plus de la moitié sont des chênes. Les forêts de chênes se trouvent à des altitudes de 600 à 900 mètres. Les forêts de hêtres couvrent 7 500 hectares, avec quelques bosquets vieux de 300 ans. Les autres arbres communs sont le pin, le tilleul, le charme et le frêne. Les scientifiques de la réserve ont recensé 1 357 espèces de plantes vasculaires dans 535 genres, signe d'une biodiversité élevée. Les mammifères communs sont le cerf rouge, le sanglier, le mouflon européen et le chevreuil. 

## Usage public
En tant que réserve naturelle stricte, l'objectif principal de la réserve de Crimée est la protection de la nature et l'étude scientifique. L'accès du public est limité: les loisirs de masse et la construction d'installations sont interdits, tout comme la chasse et la pêche. Il s'agit cependant d'un itinéraire d'excursion écologique («Réserve de Crimée») sur lequel le personnel de la réserve a organisé des visites guidées en bus et en automobile; cette route suit le Romanov Trail. Ces visites guidées sont limitées par la loi pour protéger le cadre naturel de la réserve. Juste à l'extérieur de la réserve dans la ville d'Alushta, la réserve parraine un musée de la nature et un parc dendrozoologique. 

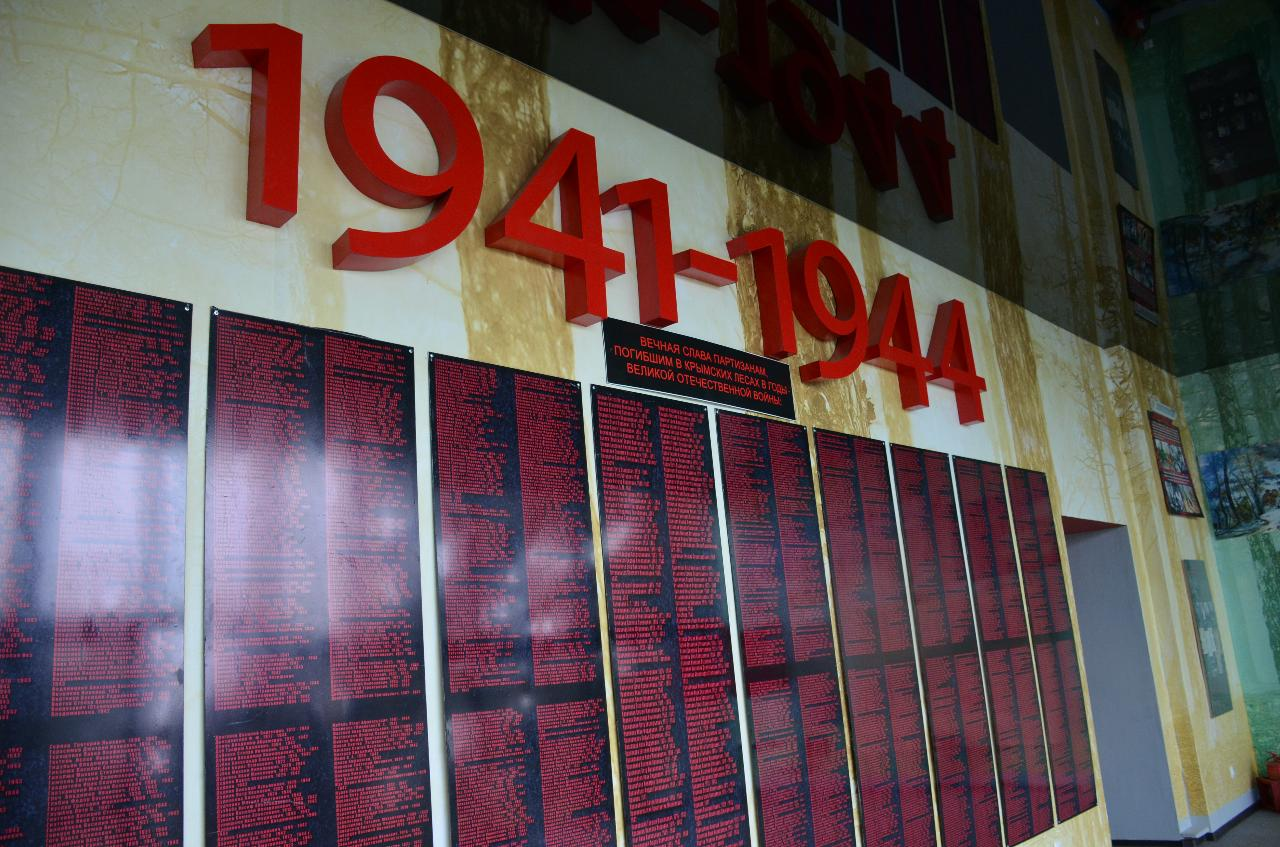
Musée des partisans.

## Voir également
- Listes de réserves naturelles de Russie.
- Parcs nationaux de Russie.